# Dorf (Zurich)
Pour les articles homonymes, voir Dorf.
Dorf est une commune suisse du canton de Zurich.

Photo aérienne (1948).